# Газ (ткань)

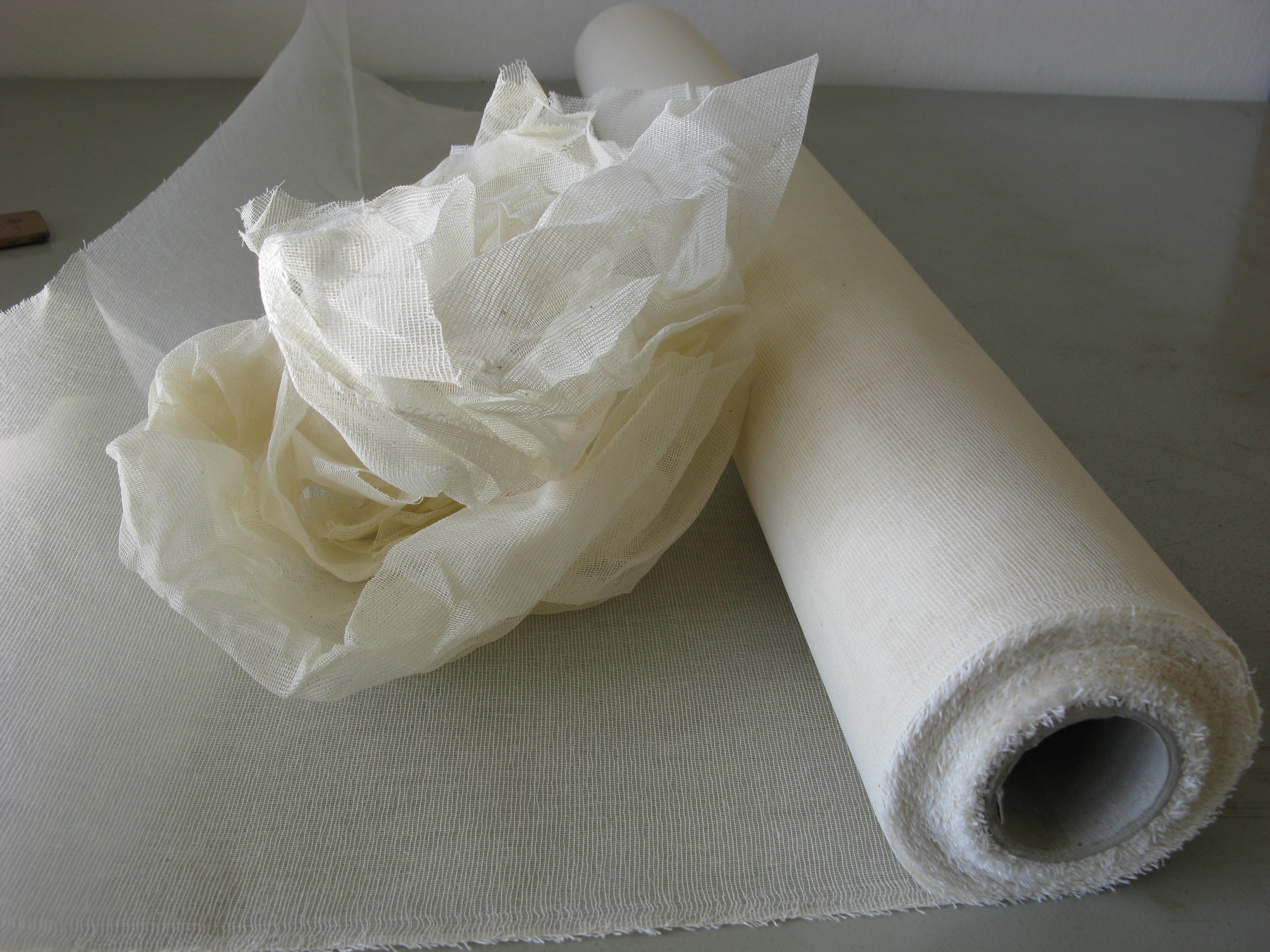
Тарлатан (прокрахмаленная газовая ткань)

Газ — лёгкая, прозрачная ткань особого газового переплетения. В процессе ткачества две нити основы переплетаются с одной нитью утка́ и не уплотняются при этом. За счёт пространства между нитями газ вырабатывается нежным и полупрозрачным.

## Происхождение названия
Этимологический словарь Фасмера возводит французское слово gaze к арабскому слову, обозначающему «шёлк-сырец».  распространено мнение, что это слово произошло от названия города Газа , издревле в Газе производили эту ткань, имеется множество свидетельств.  

## Виды

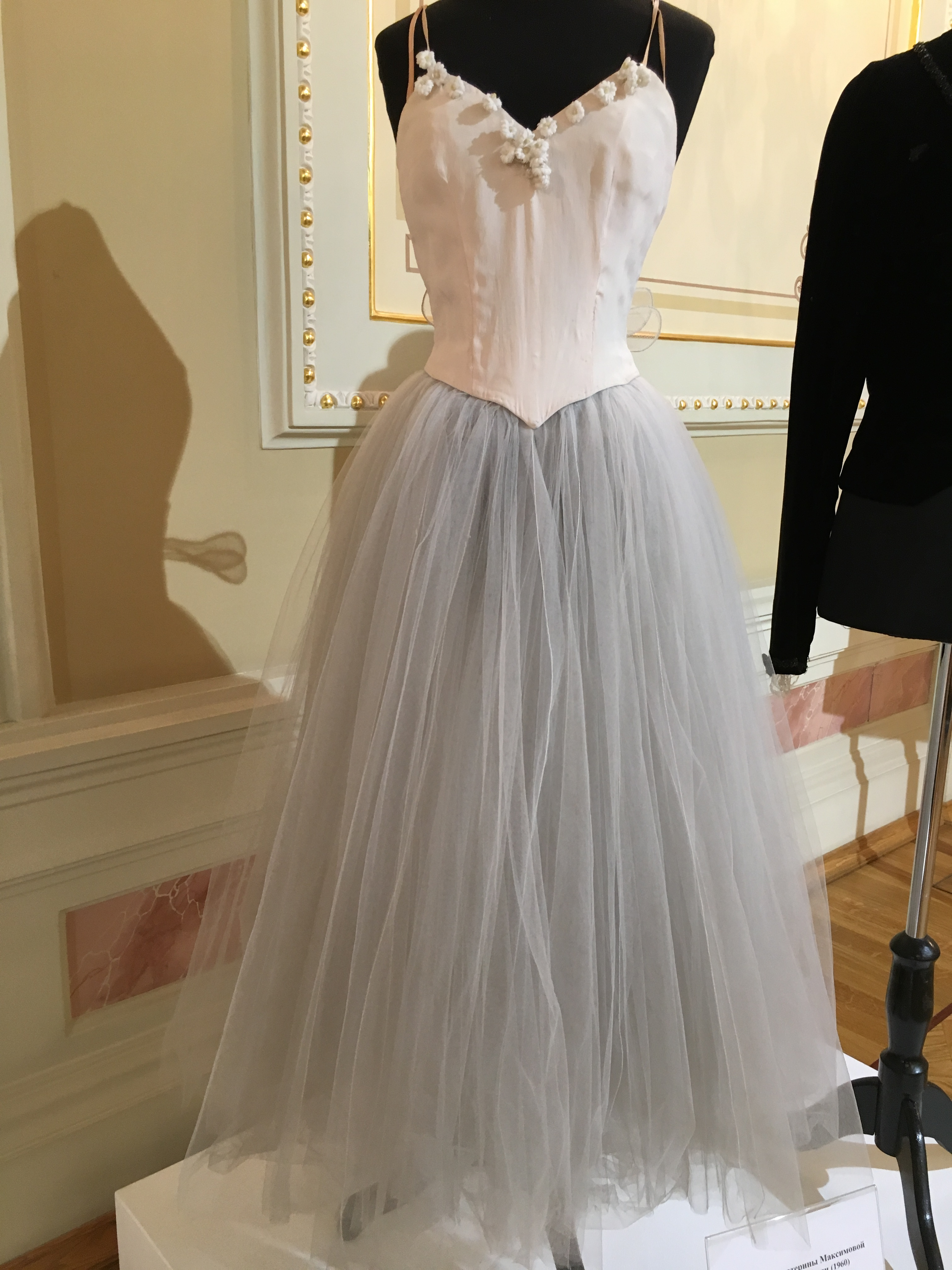
Балетная пачка из газа

Первоначально газ изготавливался из шёлка и использовался для пошива одежды. 
Газ, используемый в переплетном деле, называется «mull», и используется в случае привязки для приклеивания текстового блока к обложке книги.
В конце XIX века были в моде бальные газовые платья на атласном или сатиновом чехле. В наше время газ употребляется в основном для отделки, особенно он популярен для свадебных украшений.
Современный газ изготавливается из синтетических волокон, особенно при использовании для пошива одежды. Он также может быть изготовлен из металла, например, проволочная сетка, помещенная поверх горелки Бунзена, используемая в защитной лампе или искрогасителе или используемая в качестве ограждения.

## Планктонный газ
В зоологии для ловли планктона используются сачки и планктонные сети, изготовленные из газа. Размер ячеи различных сортов планктонного газа может быть от 1,4 до 0,06 мм; сорта нумеруются, номер указывает число нитей на 10 мм ткани.